# Leleasca
Leleasca es una comuna ubicada en el distrito de Olt, Rumania.

## Superficie
Posee una superficie de 57,42 kilómetros cuadrados.

## Demografía
Hasta 2021 la población era de 1198 habitantes, con una densidad de población de 20,86 habitantes por kilómetro cuadrado.